# Julio de Santa Ana
Julio de Santa Ana (* 1934; † 17. April 2023 in Genf) war ein uruguayischer Befreiungstheologe.

## Lebenslauf
Santa Ana begann zunächst ein Jurastudium, das er jedoch schnell abbrach. Er studierte daraufhin in Buenos Aires (bis 1956) evangelische Theologie sowie in Montevideo Philosophie. 1960 ermöglichte es ihm ein Stipendium des Ökumenischen Rats der Kirchen (ÖRK) an der evangelisch-theologischen Fakultät der Universität Straßburg zu studieren, wo er 1962 zu einem religionswissenschaftlichen Thema promovierte.
1963 begann er als Studiensekretär der Federación de Iglesias Evangélicas del Uruguay sowie als Direktor des Centro de Estudios Cristianos del Rio de la Plata zu arbeiten. Außerdem wirkte er als Herausgeber der Zeitschrift Cristianismo y Sociedad, der Publikation der ökumenisch-theologischen Bewegung Iglesia y Sociedad en América Latina (ISAL, dt. Kirche und Gesellschaft in Lateinamerika). Diese stellte einen bedeutenden Reflexionsraum für die Entstehung einer protestantischen Befreiungstheologie in Lateinamerika dar. Neben seinen bereits genannten Tätigkeiten fungierte Santa Ana auch als Generalsekretär von ISAL.
Im Jahre 1968 beteiligte sich Santa Ana an der Arbeit der Christlichen Friedenskonferenz durch Teilnahme an der III. Allchristlichen Friedensversammlung 1968 in Prag, wo er einen Vortrag zu ökonomischen Situation der Dritten Welt hielt. Er wurde auf der Konferenz zum Mitglied des Internationalen Sekretariats und in den Ausschuss zur Fortsetzung der Arbeit gewählt.
Die schrittweise Errichtung einer von der Doktrin der Nationalen Sicherheit beeinflussten Militärdiktatur in seinem Heimatland Uruguay zwang Santa Ana, Mitte der 1970er Jahre nach Europa ins Exil zu gehen, wo er fortan für den ÖRK in Genf tätig war. In diesem Zusammenhang gründete er die Commission on Churches' Participation in Development (CCPD, dt. Kommission für kirchliche Entwicklungsarbeit), in deren Auftrag er 1976 nach Costa Rica reiste. Dort traf er mit dem brasilianischen Befreiungstheologen Hugo Assmann zusammen, der sich mit dem Gedanken trug, in dem zentralamerikanischen Land ein ökumenisches Forschungsinstitut zu gründen. Santa Ana ermöglichte über die CCPD die Finanzierung dieses Plans. Gemeinsam mit weiteren Befreiungstheologen, die in Costa Rica vor den südamerikanischen Militärdiktaturen Schutz gefunden hatten, gründete Assmann daraufhin das Departamento Ecuménico de Investigaciones (DEI), welches 1977 seine Arbeit aufnahm. Santa Ana ist dem DEI bis heute eng verbunden.
Später wurde Santa Ana Professor für Religion und Sozialwissenschaften an der Methodistischen Universität von São Paulo, wo er auch als Vizedirektor des Ökumenischen Zentrums für Evangelisation und Volksbildung (CESEP) diente. 1994 kehrte er nach Europa zurück, um am Ökumenischen Institut Bossey zu lehren.
Er starb am 17. April 2023 im Alter von 88 Jahren in Genf.

## Bedeutung
Der Methodist Santa Ana gehört mit José Míguez Bonino, Rubem Alves und Emilio Castro zur ersten Generation protestantischer Befreiungstheologen. Im Unterschied zu den Genannten, die ihre Theologie u. a. in kritischer Auseinandersetzung mit Karl Barth und Jürgen Moltmann entwickeln, verfolgte Santa Ana in seiner frühen theologischen Arbeit einen stärker religionswissenschaftlichen Ansatz. Nur wenige seiner Arbeiten wurden ins Deutsche übersetzt.

## Veröffentlichungen (Auswahl)
- Die religiöse Situation in Lateinamerika. In: Rolf Italiaander (Hrsg.): Die Gefährdung der Religionen. Ein Symposion der Weltreligionen. Oncken Verlag, Kassel 1966, S. 182–219.
- Gute Nachricht für die Armen. Die Herausforderung der Armen in der Geschichte der Kirche. Jugenddienst-Verlag, Wuppertal 1979.
- Die politische Ökonomie des Heiligen Geistes. In: Junge Kirche. Nr. 12 (Beiheft), Dezember 1990. Verlag Junge Kirche.